# Stachyris
Stachyris – rodzaj ptaków z rodziny tymaliowatych (Timaliidae).

## Zasięg występowania
Rodzaj obejmuje gatunki występujące w orientalnej Azji.

## Morfologia
Długość ciała 12–18,5 cm; masa ciała 10–43 g.

## Systematyka

### Etymologia
- Stachyris: gr. στραχυ strakhu „szorstki, zniekształcony” < τραχυς trakhus „szorstki, zniekształcać,”; ῥις rhis, ῥινος rhinos „nozdrza”[7].
- Sphenocichla: σφην sphēn, σφηνος sphēnos „klin”; κιχλη kikhlē „drozd”[8]. Gatunek typowy: Sphenocichla roberti Godwin-Austen & Walden, 1875.

### Podział systematyczny
Do rodzaju należą następujące gatunki:
- Stachyris grammiceps (Temminck, 1828) – cierniodziób białobrzuchy
- Stachyris nigricollis (Temminck, 1836) – cierniodziób czarnogardły
- Stachyris maculata (Temminck, 1836) – cierniodziób rdzaworzytny
- Stachyris nigriceps Blyth, 1844 – cierniodziób płowy
- Stachyris poliocephala (Temminck, 1836) – cierniodziób sędziwy
- Stachyris herberti (E.C.S. Baker, 1920) – cierniodziób okopcony
- Stachyris nonggangensis Zhou Fang & Jiang Ai-wu, 2008 – cierniodziób chiński
- Stachyris humei (Mandelli, 1873) – cierniodziób czarnolicy
- Stachyris roberti (Godwin-Austen & Walden, 1875) – cierniodziób brązowolicy
- Stachyris strialata (S. Müller, 1836) – cierniodziób plamkoszyi
- Stachyris oglei (Godwin-Austen, 1877) – cierniodziób maskowy
- Stachyris leucotis (Strickland, 1848) – cierniodziób szarolicy
- Stachyris thoracica (Temminck, 1821) – cierniodziób białowstęgi